# 米代川
米代川（よねしろがわ）は、主に秋田県の北部を流れ日本海に注ぐ米代川水系本流の一級河川である。東北地方第5の大河で、秋田県内では流域面積が雄物川に次ぐ。河口付近では「能代川」とも呼ばれる。大日本帝国海軍の軽巡洋艦の能代はこの能代川から名付けられている。

## 地理
岩手県八幡平市田山地区で主に中岳などから流れる河川を集める。米代川本流はだんぶり長者屋敷跡とされる八幡平市長者前から流れる河川で、根石川と八幡平市平又で合流し、八幡平市田山地区から西へ進み、八幡平市兄畑地区で八幡平から北流する兄川を合わせる。秋田県に入ると徐々に北に転じ、鹿角市毛馬内からは概ね西へ流れる。大館市南部を通り、北秋田市（阿仁地方）を北流してきた阿仁川を能代市二ツ井地域で合わせ、能代市で日本海に注ぐ。
八幡平市田山地区で合流する瀬ノ沢川は、中岳や四角岳北部の秋田県側を源流とし、最長流路にあたる。
太平洋に面し、分水嶺たる奥羽山脈の東側に位置する岩手県では珍しい日本海に注ぐ川である。

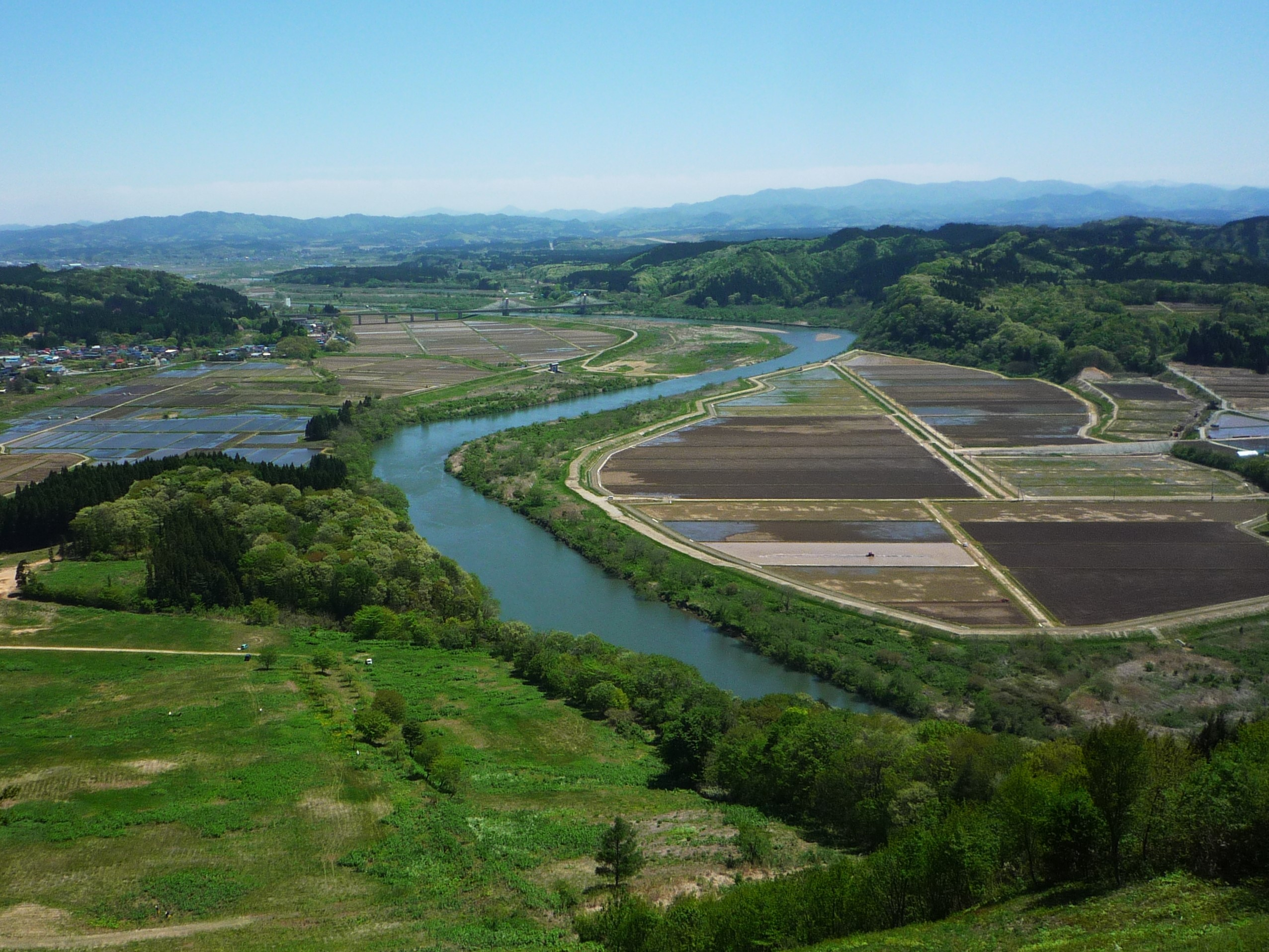
北秋田市今泉の薬師山より米代川上流方向を望む

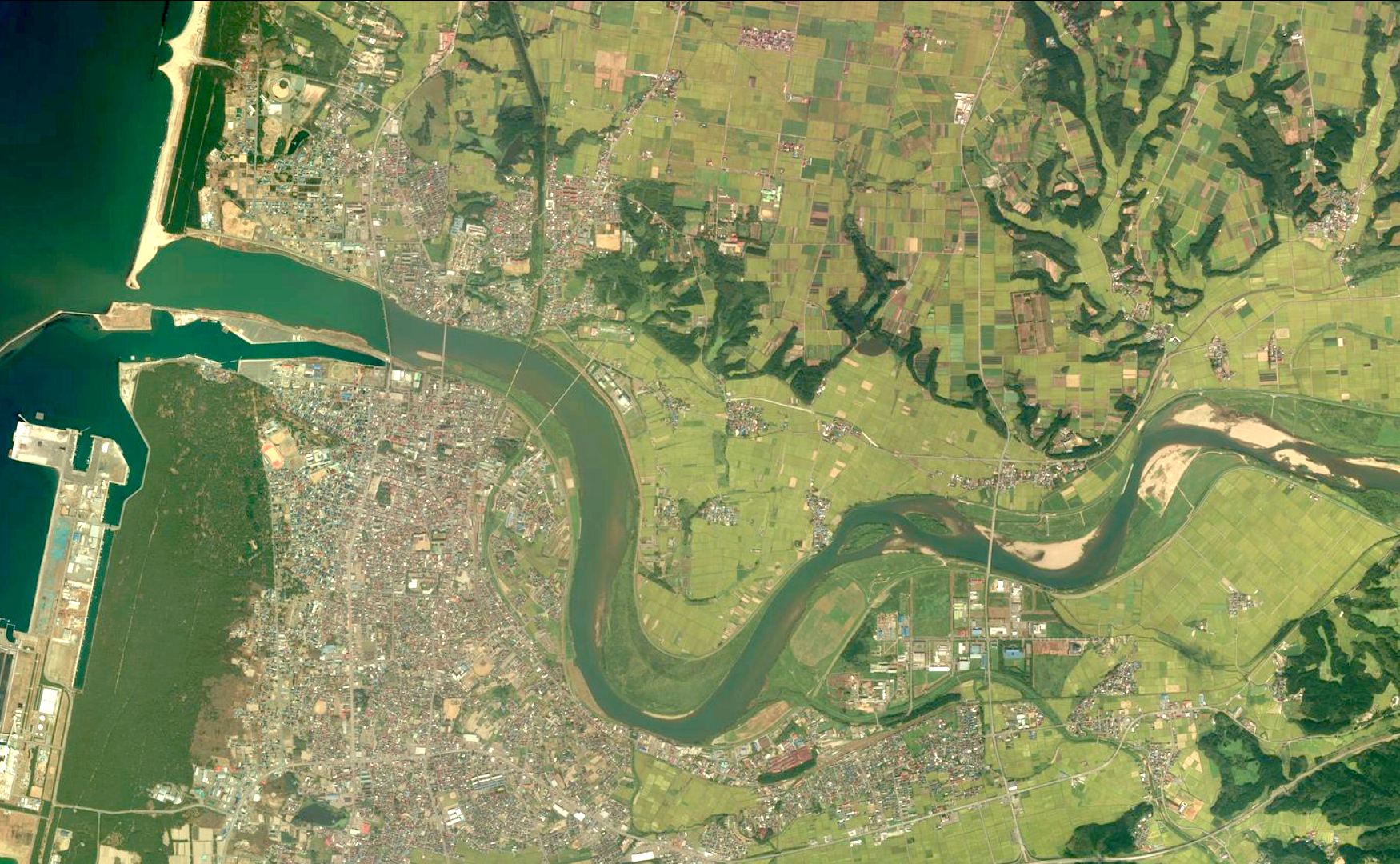
能代市河口付近

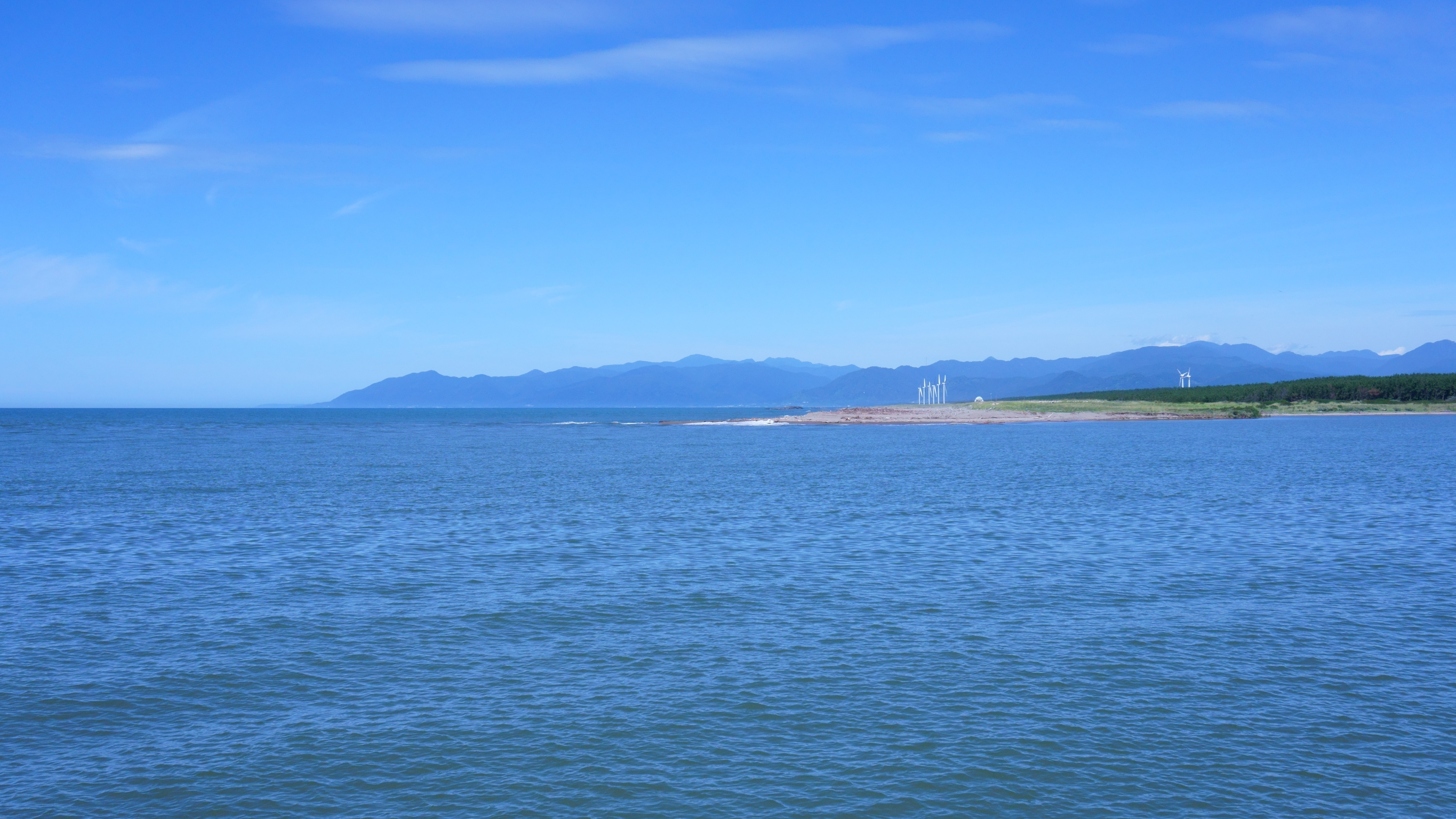
日本海に注ぐ米代川の河口。対岸の彼方に白神山地を望む

## 歴史
米代川の語源は「米のとぎ汁のような白い川」と言われている。上流部に住んでいた人たちが川で米をとぐと、川が真っ白になるほどだったという説のほかに、米代川源流地区（現在の岩手県八幡平市田山）にいた、だんぶり長者の米のとぎ汁だとする伝説もある。また、これは915年、十和田湖火山が大噴火を起こした際の火砕流や火山灰で白く濁った川の色を表現したとも言われている。なお、現在の米代川の色は緑色をしている。
この大噴火は日本列島の過去2000年で最大の噴火とも言われ、毛馬内・大館・鷹巣・二ツ井に大量の火山噴火物を流出させ、せき止め湖を造り、現在の能代南中学校付近に大量の軽石を堆積させた。これらによって、米代川の流れは影響を受け、低地に建てられた建物は土砂に埋まり、人々は高台に避難するという大災害となった。胡桃館遺跡や七座山天神貯木場から発見された遺跡はこのとき埋没したものと考えられている。これほどの大災害なのにもかかわらず、文献による被害の記録はまったく残っておらず、三湖伝説に人々はその記憶をとどめたと考えられている。
米代川流域には鉱山地帯が多く尾去沢鉱山、小坂鉱山、大葛鉱山、阿仁鉱山、太良鉱山などの鉱山から出る鉱石は米代川での舟運で運ばれた。また、この地区は優れた材木の産地でもあり、これらも米代川を使って運ばれた（木材流送）。特に丸太を筏にして川に流す筏流しは1964年まで続いた。これらの輸送はその後鉄道と森林鉄道、トラックによる輸送に移行していった。
河口付近は能代川とも呼ばれており、明治の文豪幸田露伴は「遊行雑記」において「このあたりより能代川を左にして下る。此の路の景色いと好し。川は激しき流れならねど、水清くして悠々逼らず、それとも知れぬ樹々の色深く紅葉せるが、岸よりさし出でて影を浸せる、まことに錦をさらすかと見ゆ。」
と米代川の景観を讃え、帆船が行き交う当時の様子などを書き残している。

### 本流の主な船場
十二所から上流方向に、「四十八瀬」と言われる難所があり、十二所の一つ上流にある沢尻船場が、最終遡行地だった。明治初期に「四十八瀬」が改修され、能代から鹿角まで航行できるようになった。
- 能代 - 鶴形 - 切石 - 二ツ井 - 荷上場 - 小繋 - 麻生 - 鷹巣 - 扇田 - 十二所

### 木材流送
道路の整備が途上で自動車も発達していない時代には、上流で伐採した木材（秋田スギ）を短期間にかつ大量に輸送する手段は木材流送しかなかった。米代川は水量が豊富であることなどから、全国的に見てもいかだ流しに適した川であり、1965年前後に姿を消すまで盛んに行われていた。

### 近年の災害
古くからたびたび氾濫の記録がある。
1947年（昭和22年）の夏には増水の被害があり、同年8月に鷹巣町および周辺町村で行われた昭和天皇の戦後巡幸では、水害の被災者や救助、復旧に尽力した者を慰問する要素が含まれた。近年でも1972年にも大規模な洪水（昭和47年7月豪雨）が発生。山本郡二ツ井町（現・能代市）では8日に堤防が決壊し、町内の中心部が浸水または水没した。
同日21時頃には、上流の素波里ダムで緊急放水が余儀なくされ、
翌9日午後1時過ぎには能代市の中川原堤防が決壊、同地区及び周辺地域で家屋や田畑に大きな被害が出たほか市内全域が停電した。この洪水による被害総額は120億円に及んだが、奇跡的に死者は1人も出なかった。
1983年5月26日の日本海中部地震の際には、この地震にともなって発生した津波が米代川河口から逆流し、堤防の一部が損壊する被害が出た。

## 流域の自治体
岩手県
八幡平市
秋田県
鹿角市、大館市、北秋田市、能代市

## 支流
最大支流の阿仁川をはじめ、大小85の支流がある。
※括弧内は流域の自治体
- 兄川 (岩手県)（八幡平市）
- 熊沢川（鹿角市）
- 夜明島川（鹿角市）
- 大湯川（鹿角市）
  - 小坂川（鹿角市・小坂町）
- 長木川（大館市）
  - 下内川（大館市）
- 岩瀬川（大館市）
- 早口川（大館市）
- 阿仁川（北秋田市）
- 藤琴川（藤里町・能代市）
  - 粕毛川（藤里町）
- 種梅川（能代市）
- 内川（能代市）
- 常盤川（能代市）
- 檜山川（能代市）

## 並行する交通

### 鉄道
- JR東日本花輪線（田山駅 - 東大館駅間）
- JR東日本奥羽本線（下川沿駅 - 東能代駅間）

### 道路
- 東北自動車道（田山PA - 十和田IC間）
- 国道282号（岩手県八幡平 - 秋田県鹿角間）
- 国道103号（鹿角 - 大館間）
- 国道7号（大館 - 能代間）

## 主な橋梁
- 湯瀬五橋（鹿角市）- 八幡平橋・天狗橋・渓谷橋・笹の渡橋・居熊井橋の五つの橋が連続して架かっている
- 翔鷹大橋（北秋田市）- 蟹沢大橋・今泉高架橋・今泉跨線橋が一体となっている
- 能代大橋（能代市）- 河川専用橋として米代川最長で、最も下流に架かる橋

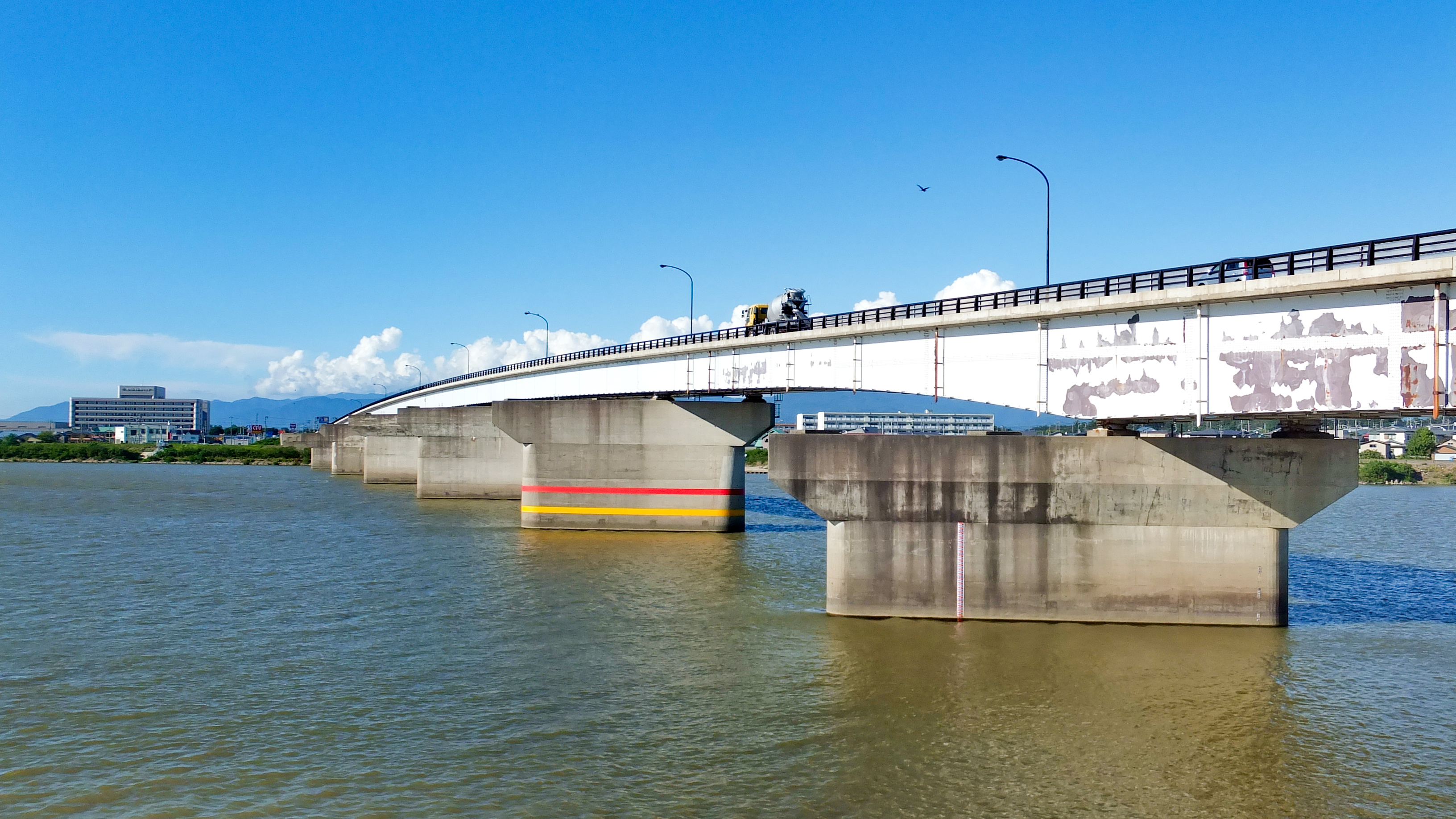
能代大橋
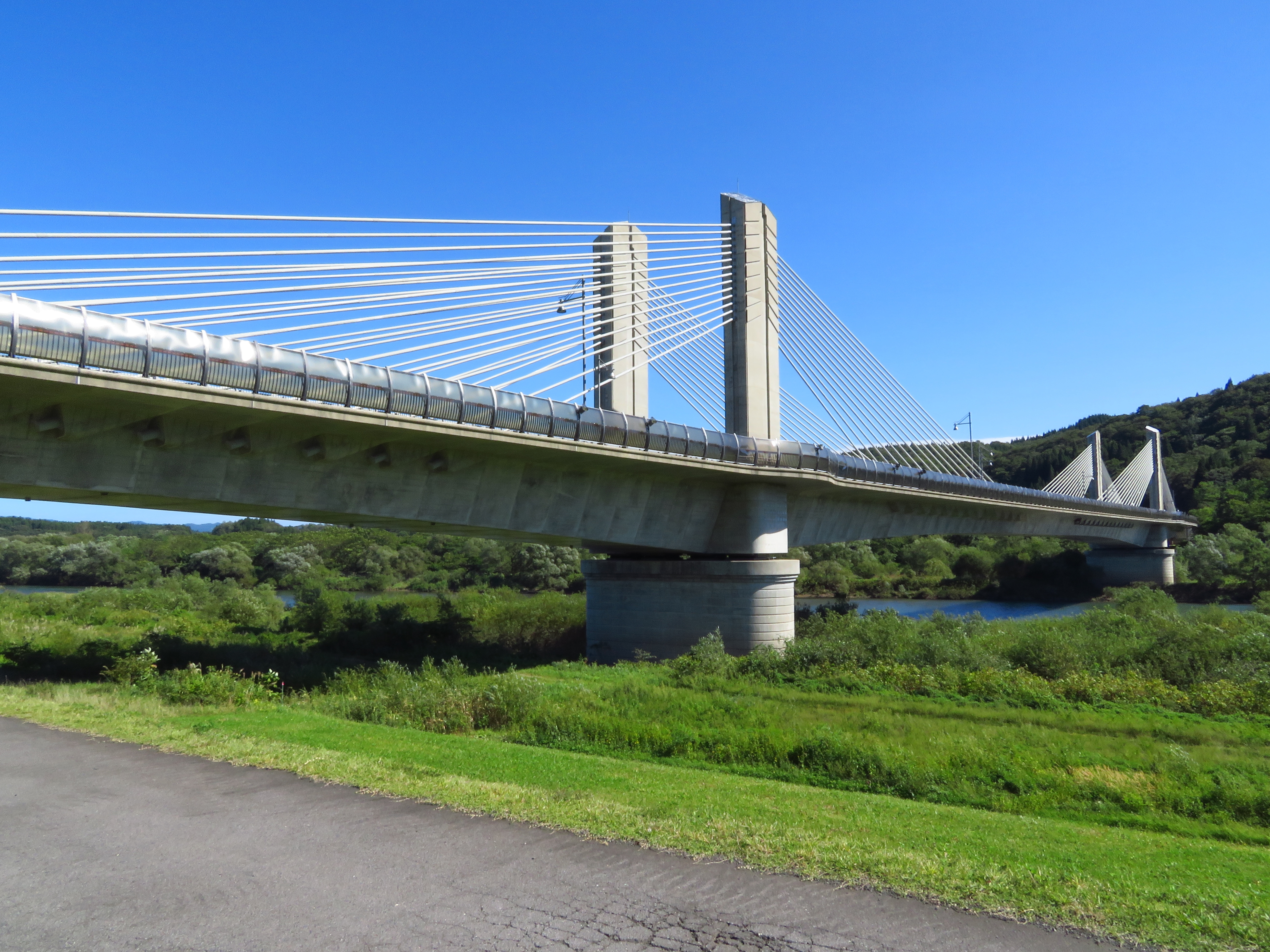
翔鷹大橋（蟹沢大橋部分）
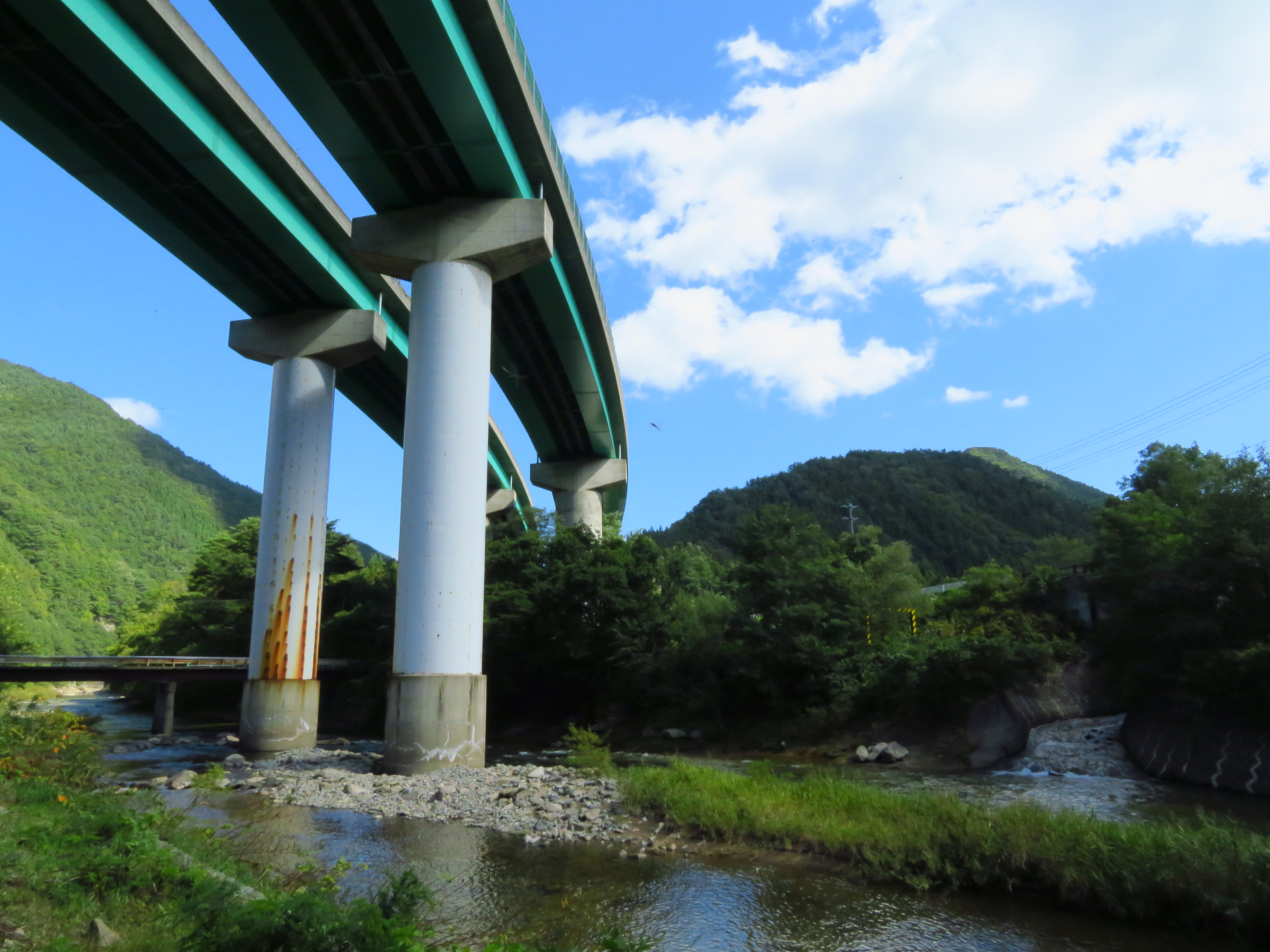
湯瀬五橋（居熊井橋部分）